# Depotstimmrecht
Das Depotstimmrecht (oder Vollmachtstimmrecht) ist im Wertpapierrecht ein Stimmrecht, welches durch Kreditinstitute auf der Hauptversammlung einer Aktiengesellschaft oder Kommanditgesellschaft auf Aktien als bevollmächtigte Vertreter der Aktionäre ausgeübt wird.

## Deutschland

### Allgemeines
Das Depotstimmrecht entwickelte sich in Deutschland zwischen 1922 und 1931 und wurde erstmals in 1937 gesetzlich verankert. Die Banken sorgten für Regelungen der Stimmrechtsvertretung ihrer Depotkunden in ihren Allgemeinen Geschäftsbedingungen. Danach waren die Banken zur Stimmrechtsausübung der von ihnen verwahrten Depotaktien ermächtigt, soweit keine gegenteilige Weisung des Aktionärs vorlag. Das Depotstimmrecht der Kreditinstitute ergab sich aus dem Umstand, dass Kreditinstitute ganz überwiegend die Aktien ihrer Kunden in Wertpapierdepots verwalten. Damit gehört das Depotstimmrecht zu den Dienstleistungen eines Kreditinstituts im Rahmen des Depotgeschäfts. 
Kreditinstitute übernehmen hierbei die Aufgabe, das Informationsmaterial des Unternehmens über die bevorstehende Hauptversammlung an den Aktionär weiterzuleiten, weil die Aktiengesellschaft nur bei Namensaktien durch das Aktienbuch einen Überblick über ihre Aktionäre besitzt. Bei den Inhaberaktien sind nur Kreditinstitute in der Lage, betroffene Aktionäre anhand der Depotbestände zu identifizieren. Mit dem Informationsmaterial wird auch die Bitte an die Aktionäre herangetragen, dem Kreditinstitut eine Stimmrechtsvollmacht zu erteilen und Weisungen zu den einzelnen Tagesordnungspunkten abzugeben oder den Vorschlägen des Kreditinstituts zu folgen.

### Interessenkollisionen
Unterbreiten Kreditinstitute dem Aktionär eigene Vorschläge, wie auf der Hauptversammlung abgestimmt werden soll, so können damit Interessenkollisionen verbunden sein. Einerseits sind Kreditinstitute auch selbst – teilweise maßgeblich – an Aktiengesellschaften und Kommanditgesellschaften auf Aktien beteiligt und/oder als Kreditgeber involviert, andererseits können Vertreter des Kreditinstituts ein Aufsichtsratsmandat im Unternehmen wahrnehmen. Die hieraus entstehende Gefahr der Interessenkollision kann sich dadurch verwirklichen, dass Kreditinstitute im Rahmen des Depotstimmrechts ihren Depotkunden Vorschläge zur Abstimmung unterbreiten, im „Sinne der Verwaltung“ für die Aktionäre abzustimmen wie von der Aktiengesellschaft vorgeschlagen. Damit kann der Versuch verbunden sein, den Depotkunden so abstimmen zu lassen, wie es dem eigenen Interesse des Kreditinstituts entspricht. 
Aus diesem Grunde wurde durch das Gesetz zur Kontrolle und Transparenz im Unternehmensbereich (KonTraGesetz) das Depotstimmrecht der Banken im Mai 1998 eingeschränkt. Das Gesetz stellte Informationspflichten und Transparenz gegenüber dem Aktionär in den Vordergrund. Die Banken mussten über Personalverpflichtungen von Vorstandsmitgliedern und sonstigen Mitarbeitern sowie über eigene Beteiligungen am Unternehmen aufklären. Ferner musste der Aktionär über alternative Vertretungsmöglichkeiten wie bankunabhängige Bevollmächtigte informiert werden. Sollte die Bank mehr als 5 % der Aktien eines Unternehmens verwalten, konnte sie das Stimmrecht nicht mehr uneingeschränkt ausüben, sondern bedurfte einer konkreten Weisung zu den einzelnen Tagesordnungspunkten, es sei denn, sie übte keine eigenen Stimmrechte aus.

### Reformierte Rechtslage
Das Depotstimmrecht ist durch das Gesetz zur Umsetzung der Aktionärsrechterichtlinie (ARUG) seit September 2009 umfassend reformiert und aufgewertet worden. Die Banken haben erweiterte Möglichkeiten, sich eine – jederzeit widerrufliche – schriftliche Vollmacht für die Stimmabgabe erteilen zu lassen (§ 135 AktG). Durch eine schriftliche Weisung nach § 128 AktG bevollmächtigt der Aktionär das Kreditinstitut, das Stimmrecht an seiner Stelle und in seinem Namen während der Hauptversammlung wahrzunehmen. 
Die Kreditinstitute dürfen nunmehr eigene Vorschläge für die Ausübung des Stimmrechts zu den einzelnen Tagesordnungspunkten unterbreiten, müssen sich dabei jedoch von den Interessen der Aktionäre leiten lassen und organisatorische Vorkehrungen dafür treffen, dass Eigeninteressen aus anderen Geschäftsbereichen nicht einfließen (§ 135 Abs. 2 AktG). Das Kreditinstitut darf das Stimmrecht nach eigenen Vorschlägen nur ausüben, wenn es keine anderen Weisungen des Aktionärs erhält. Das gilt auch dann, wenn das Kreditinstitut selbst an der Aktiengesellschaft im Umfange des § 21 WpHG beteiligt ist (mindestens 3 % am Grundkapital hält) oder einem Emissionskonsortium angehörte, das innerhalb der letzten fünf Jahre die zeitlich letzte Emission der Aktiengesellschaft übernommen hat. 
Die für die Internet-Präsenz der Hauptversammlung (§ 124a AktG) geltenden Motive treffen auch auf das Depotstimmrecht zu. Die Liberalisierung des Depotstimmrechts verhindert Zufallsmehrheiten in einer Hauptversammlung insbesondere dann, wenn die Aktionäre weltweit verstreut sind und ihnen eine persönliche Teilnahme zu umständlich oder zu teuer ist.

### Depotstimmrecht und Präsenz
Präsenz ist die am Tag der Hauptversammlung dem Unternehmen gemeldete und vorhandene Anzahl der stimmberechtigten Aktien, ausgedrückt in Prozent des insgesamt stimmberechtigten Aktienkapitals. Empirische Untersuchungen belegen, dass durch das Depotstimmrecht der Banken eine Erhöhung der Präsenz auf Hauptversammlungen erfolgt. Grund ist, dass viele Aktionäre vorhandene Vollmachts- und Internetalternativen nicht nutzen und damit zur Verschlechterung der Präsenz beitragen. Je höher die Präsenz, umso geringer ist die Gefahr von Zufallsmehrheiten, die zu unerwarteten oder unzweckmäßigen Abstimmungsergebnissen führen können.
Die Präsenzen sind nach 1998 in der Folge des KonTraGesetzes deutlich gesunken. Lag bei DAX30-Gesellschaften im Jahr 1998 die durchschnittliche Präsenz noch bei 60,95 %, so ging sie auf 45,87 % im Jahr 2005 zurück; seit 2007 ist sie wieder angestiegen (56,42 %). Der Anstieg der Präsenzen nach 2005 dürfte insbesondere auf das Inkrafttreten des UMAG im November 2005 zurückzuführen sein, das unter anderem die Hinterlegungserfordernisse als Teilnahmevoraussetzung abgeschafft hatte.

### Kritik
Es wurde kritisiert, dass das Depotstimmrecht das entscheidende Instrument bei der faktischen Kontrolle deutscher Aktiengesellschaften durch die Kreditinstitute war. Die Entkoppelung von Kapitalrisiko und Einflusspotential berge zudem die Gefahr, dass die Depotstimmrechte im Zweifelsfall nicht im Sinne der Aktionäre ausgeübt würden. Dies sei umso wahrscheinlicher, wenn die Depotbank bei einem Unternehmen auch eigene Interessen verfolge, die aus eigenem Anteilsbesitz oder Krediten resultieren könnten. Diese geschäftliche Nähe werde noch dadurch verstärkt, dass Bankvorstände oder Bankmitarbeiter Aufsichtsratsmandate bei den Unternehmen wahrnehmen würden. Hiergegen ist einzuwenden, dass das Depotstimmrecht hohe Hauptversammlungspräsenzen gewährleistet, weil viele Aktionäre eine geringe Bereitschaft zeigen, persönlich die Hauptversammlungen der Aktiengesellschaften aufzusuchen. Hohe Hauptversammlungspräsenzen sind notwendig, um Zufallsmehrheiten und damit die Dominanz von Minderheiten auszuschließen und zugleich sicherzustellen, dass auch der in der Hand von Kleinaktionären befindliche Streubesitz in der Hauptversammlung der Aktiengesellschaft Gewicht erlangt.

#### Aktionärsvereinigungen
Änderungen am Depotstimmrecht hatten die Kritik nicht zum Verstummen gebracht. Viele Aktiengesellschaften versuchen die Aktionäre zu beeinflussen, indem diese aufgefordert werden, einen Vertreter zu beauftrage, im Sinne der Geschäftsleitung abzustimmen. Diese Vertreter handelt meist im Auftrag von Vorstand bzw. Aufsichtsrat. Seit dem Jahre 2005 bietet das deutsche Aktienrecht mit § 127a AktG eine Möglichkeit der Bündelung von Interessen über das Aktionärsforum im Internet, so dass auch die Mitwirkung von Aktionärsvereinigungen verbessert wurde.

#### Spektakuläre Fälle des Depotstimmrechts
Die Hauptversammlung der Daimler-Benz AG musste im Dezember 1993 auf Antrag eines Aktionärs darüber entscheiden, die so genannten EK-56-Rücklagen des Konzerns in Höhe von etwa 11,8 Milliarden DM (rund 340 DM pro Aktie) an die Aktionäre auszuschütten. Dann hätten die Aktionäre im Jahre 1993 die Differenz zwischen dem damaligen Steuersatz und dem 1993 gültigen Satz für ausgeschüttete Gewinne von lediglich 36 Prozent vom Finanzamt erstattet bekommen. Damit die ungewöhnlich hohe Ausschüttung die Daimler-Benz AG finanziell nicht zu sehr belasten würde, hatten Aktionärsvertreter im Rahmen eines „Schütt-aus-hol-zurück-Verfahrens“ die gleichzeitige Erhöhung des Daimler-Benz-Grundkapitals um denselben Betrag vorgeschlagen. Wegen des aus Sicht des Daimler-Benz-Vorstands nicht sicheren vollständigen Kapitalrückflusses hatte sich die Daimler-Verwaltung gegen ein solches Verfahren ausgesprochen. Die Depotbanken hatten sich durch ihr Depotstimmrecht auf die Seite von Daimler gestellt und gegen die Ausschüttung der Gewinnrücklagen votiert, denn der Antrag wurde mit mehr als 99,7 Prozent der Stimmen abgelehnt.
Auch Abstimmfehler sind beim Depotstimmrecht nicht auszuschließen. Dem SPIEGEL zufolge hatte ein Bankenvertreter im Mai 1958 bei der Hauptversammlung der BASF AG vergessen, seine knapp 10 Prozent Stimmanteile am Grundkapital mit „Ja“ registrieren zu lassen, was als Enthaltung gewertet wurde.

### Sonstiges
Ein Depotstimmrecht in ähnlicher Form gibt es auch im Kontext des Gesamtbetriebsrats.

## Schweiz
Die Eidgenössische Volksinitiative «gegen die Abzockerei» vom 3. März 2013 hat das Depotstimmrecht untersagt. Vorher waren dafür vier Voraussetzungen zu erfüllen:
- Zur Depotvertretung befugt sind nur unter Bankenaufsicht stehende Banken oder gewerbsmäßige Vermögensverwalter (Art. 689d Abs. 3 OR).
- Die Weisungsbefolgung ist in Art. 689b OR geregelt. Bezüglich der Konsequenzen der Nichtbefolgung gilt, dass die entsprechenden Stimmen gleichwohl gültig sind, selbst wenn die Gesellschaft davon wusste.
- Die Depotvertreter haben die Aktionäre um Weisungen zu ersuchen (Art. 689d Abs. 1 OR). Erfolgt keine Weisung, so ist allfälligen allgemeinen Weisungen zu folgen, ansonsten den Anträgen des Verwaltungsrats.
- Es besteht keine ausdrückliche Verpflichtung zur Ausübung der Rechte, jedoch ist implizit eine Verpflichtung anzunehmen (Art. 689b OR).

### Deutschland
- Daniel Matthias Brickwell: Zu den Einflusspotenzialen der Grossbanken, Diss. 2002, Depotstimmrechte werden auf Seite 17 ff. behandelt (PDF-Datei; 7,32 MB)